# Dojo

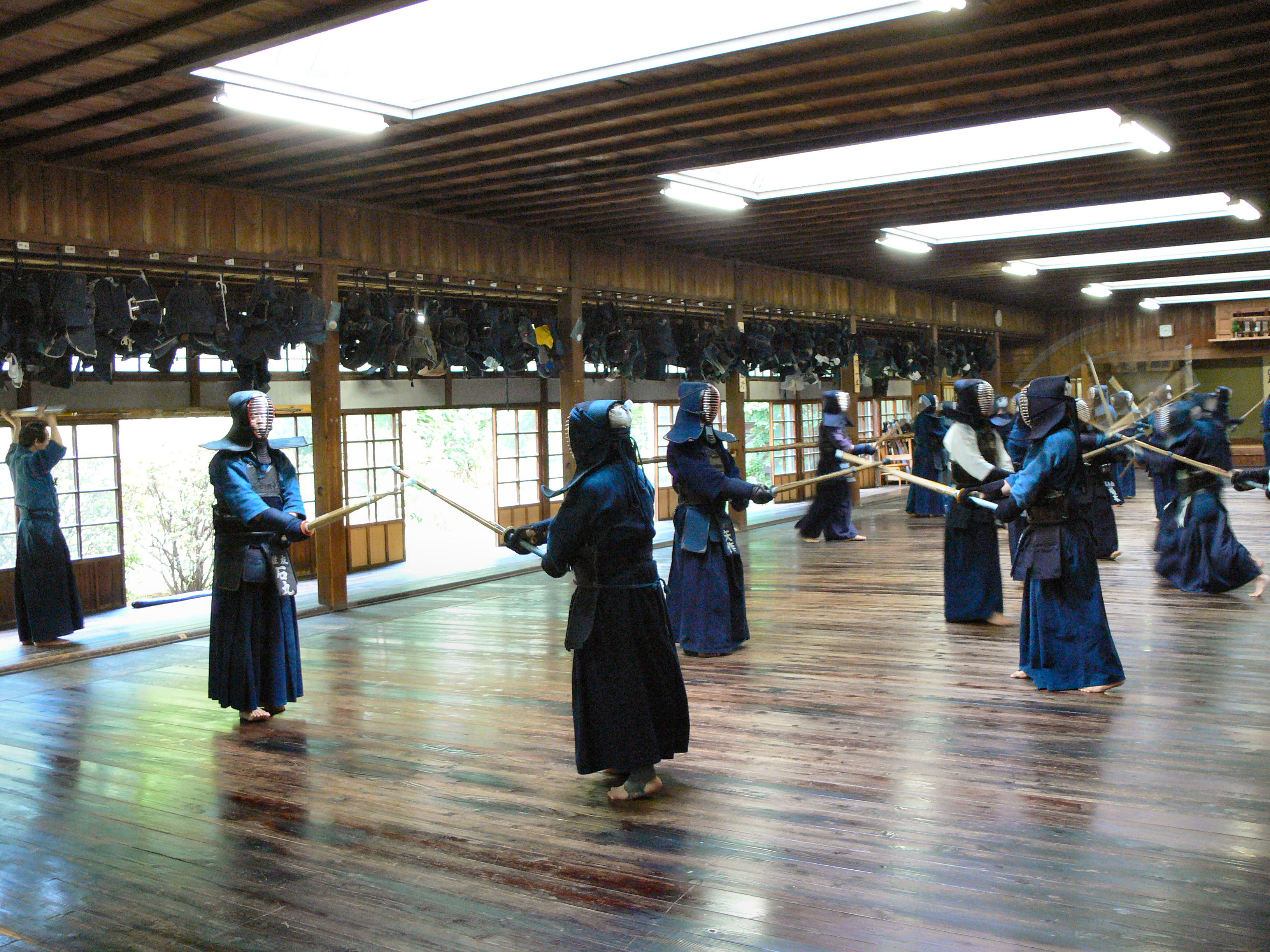
Un dojo in cui si pratica il kendō

Dojo (道場?, dōjō, lett. "luogo (場?, jō) dove si segue la via (道?, dō)") è un termine giapponese che indica il luogo dove si svolge la pratica delle arti marziali. In origine il termine, ereditato dalla tradizione buddhista cinese, indicava il luogo in cui il Buddha ottenne il risveglio e per estensione i luoghi deputati alla pratica religiosa nei templi buddhisti. Il termine venne poi adottato nel mondo militare e nella pratica del bujutsu, che durante il periodo Edo fu influenzata dalla tradizione Zen, perciò è a tutt'oggi diffuso nell'ambiente delle arti marziali.

## Caratteristiche
Nel budō (武道? lett. "la via (道?, dō) della guerra (武?, bu)"), il dojo è lo spazio in cui si svolge l'allenamento ma è anche simbolo della profondità del rapporto che il praticante instaura con l'arte marziale; tale ultimo aspetto è proprio della cultura buddhista cinese e giapponese, che individua il dojo quale luogo dell'isolamento e della meditazione.
I dojo erano spesso piccoli locali situati nelle vicinanze di un tempio o di un castello, ai margini delle foreste, in modo tale che i segreti delle tecniche venissero più facilmente preservati. Con la diffusione delle arti marziali sorsero numerosi dojo che venivano in molti casi considerati da maestri e praticanti una seconda casa; abbelliti con lavori di calligrafia e oggetti artistici preparati dagli stessi allievi, essi esprimevano appieno l'atmosfera di dignità che vi regnava; talvolta su una parete veniva posto uno scrigno, simbolo che il dojo era dedicato ai più alti valori e alle virtù del dō, non soltanto all'esercizio fisico. In altri dojo si trovavano gli altari detti kamiza (sede degli dei), riferiti non a divinità ma al ricordo di un grande maestro defunto. Il dojo rappresenta un luogo di meditazione, concentrazione, apprendimento, amicizia e rispetto, è il simbolo della "via" dell'arte marziale.
In Occidente questo termine viene impropriamente tradotto in palestra e inteso unicamente come spazio per l'allenamento, mentre nella cultura orientale il dojo è il luogo nel quale si può raggiungere, seguendo la "via", la perfetta unità tra zen (mente) e ken (corpo) e, quindi, il perfetto equilibrio psicofisico, massima realizzazione della propria individualità. Il dojo è la scuola del sensei (maestro): egli ne rappresenta il vertice e sue sono le direttive e le norme di buon andamento della stessa; oltre al maestro ci sono altri insegnanti, suoi allievi, e i senpai (allievi anziani di grado) che svolgono un importante ruolo: il loro comportamento quotidiano rappresenta l'esempio che deve guidare gli altri praticanti; quando un senpai non si cura del proprio comportamento diventa un danno per tutta la scuola. 
Nessun allievo avanzato prende dal dojo più di quanto esso non dia a sua volta: il dojo non è semplice spazio ma anche immagine di un atteggiamento, i dojo della "via" si differenziano in questo aspetto dai normali spazi sportivi: l'esercizio fisico può anche essere il medesimo ma è la ricerca del giusto atteggiamento che consente di progredire. L'allievo entra nel dojo e deve lasciare alle spalle tutti i problemi della quotidianità, purificarsi la mente e concentrarsi sull'allenamento per superare i propri limiti e le proprie insicurezze, in un costante confronto con sé stesso.
Il dojo è come una piccola società, con regole ben precise che devono essere rispettate. Quando gli allievi indossano il keikogi diventano tutti uguali; la loro condizione sociale o professionale viene lasciata negli spogliatoi, per il maestro essi sono tutti sullo stesso piano. Si apprende con le tecniche una serie di norme, che vanno dalla cura della persona e del keikogi (che mostra solo l'emblema della scuola), al fatto di non urlare, non sporcare, non fumare, non portare orecchini o altri abbellimenti (per evitare di ferirsi o di ferire), al fatto di comportarsi educatamente sino all'acquisizione dell'etica dell'arte marziale che discende da quella arcaico-feudale dei samurai: il bushidō (武士道? lett. "la via (道?, dō) del guerriero (武士?, bushi)").
Il coraggio, la gentilezza, il reciproco aiuto, il rispetto di se stessi e degli altri sono dettami che entrano a far parte del bagaglio culturale dell'allievo. Nel dojo non si usa la violenza: non per nulla le arti marziali enfatizzano la forza mentale e non quella fisica, condannata prima o poi ad affievolirsi.
Si entra e si esce dal dojo inchinandosi: un segno di rispetto verso l'arte del ringraziamento per tutto ciò che di valido essa ha offerto. Anticamente nel dojo veniva eseguito il rito del soji (pulizia): gli allievi, usando scope e strofinacci, pulivano l'ambiente, lasciandolo in ordine per i successivi allenamenti. Tale gesto è il simbolo della purificazione del corpo e della mente: i praticanti si preparano ad affrontare il mondo esterno con umiltà, dote necessaria per apprendere e per insegnare l'arte marziale.

## Struttura

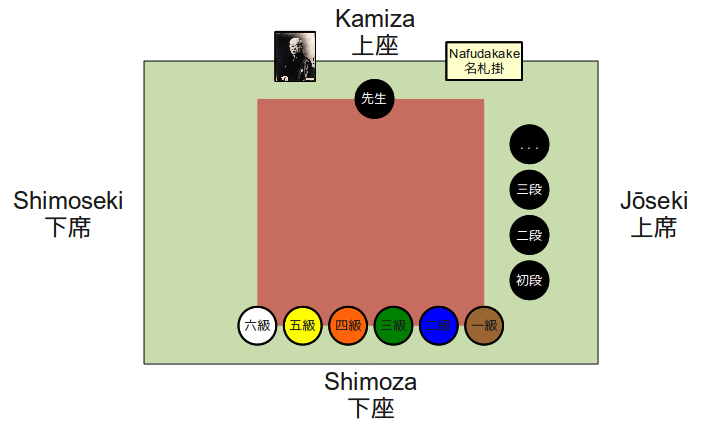
Schema dell'interno di un dojo tradizionale in cui si pratica judo

Il dojo ha una organizzazione definita in quattro aree principali disposte indicativamente secondo i punti cardinali:
- Nord: Kamiza (上座? posto d'onore, sede degli dei), che rappresenta la saggezza, è riservato al sensei (先生? insegnante) titolare del dojo,alle spalle del quale può essere posto un simbolo  significativo per il dojo (ad esempio una fotografia o uno scritto del fondatore o di un grande maestro defunto).
- Est: Jōseki (上席? posto degli alti gradi), che rappresenta la virtù, è riservato ai senpai (下席? compagno maggiore), agli ospiti illustri, o in generale agli yūdansha (有段者? portatori di dan).
- Sud: Shimoza (下座? posto inferiore), che rappresenta l'apprendimento, è riservato ai mudansha (無段者? non portatori di dan).
- Ovest: Shimoseki (下席? posto dei bassi gradi), che rappresenta la rettitudine, è generalmente vuoto, ma all'occorrenza è occupato dai 6ⁱ kyū.

In alcuni dojo, ad esempio nella gran parte di quelli di kendō, tutti i sensei si posizionano in kamiza (non solo quello principale) e tutti gli allievi sono allineati in shimoza, indipendentemente dal grado o dallo stato di senpai e kōhai.
L'ordine da rispettare è sempre quello per cui, rivolgendo lo sguardo a kamiza, i praticanti si dispongono dai gradi inferiori a quelli superiori, da sinistra verso destra. Il capofila di shimoza, usualmente il più esperto tra chi i mudansha, di norma è incaricato del rispetto del reihō. In particolare è incaricato di avvisare i compagni di pratica riguardo: l'assunzione del seiza (正座? posizione formale) in ginocchio, del mokusō (黙想? silenzio contemplativo) e del suo termine yame (止め? fine), del saluto al simbolo posto in kamiza (shōmen-ni-rei (正面に礼? saluto al principale)), del saluto al maestro (sensei-ni-rei (先生に礼? saluto all'insegnante)), del saluto a tutti i praticanti (otagai-ni-rei (お互いに礼? saluto reciproco)), e del ritorno alla posizione eretta ritsu (立? in piedi).
Nei dojo tradizionali, inoltre, vi è usualmente uno spazio adiacente alla parete dove è posto il nafudakake (名札掛? tabella dei nomi), dove sono affissi in ordine di grado i nomi di tutti gli appartenenti al dojo.